# Финале Купа европских шампиона 1960.
Финале Купа европских шампиона 1960. било је пето финале у историји Европског купа и у њему су се састали Реал Мадрид из Шпаније и Ајнтрахт из Франкфурта из Западне Немачке. Реал је победио са 7 : 3 пред преко 127.000 људи на стадиону Хемпден парк у Глазгову, што је и даље највећа посећеност финала Европског купа. Процењује се да је било 70 милиона телевизијских гледалаца широм Европе. Сматра се једном од највећих фудбалских утакмица икада одиграних, такође остаје финале са најбољим резултатом у историји такмичења.
Франкфурт је стигао до финала импресивном победом од 12 : 4 над шкотским шампионом Рејнџерсом, док је Мадрид у две утакмице савладао ривала Барселону резултатом 6 : 2.
Утакмица је у почетку била под великим питањем пошто је Немачки фудбалски савез забранио њиховим клубовима да учествују у утакмицама са било којим тимом у којем се налази Ференц Пушкаш након што је Мађар навео да је тим Западне Немачке 1954. користио дрогу. Пушкаш је морао да се формално писмено извини пре него што је меч могао да се одигра.
Пушкаш и Ди Стефано су били два од само три играча који су постигли хет-трик у финалу Купа, а Пушкаш је био једини који је икада постигао четири гола. Други је био Пјерино Прати за Милан у победи од 4 : 1 над Ајаксом 1969. године. Пушкаш је поновио подвиг 1962. али је на крају изгубио од Бенфике.

## Пут до финала
| Реал Мадрид | Реал Мадрид | Реал Мадрид   | Реал Мадрид    | Коло         | Ајнтрахт Франкфурт | Ајнтрахт Франкфурт | Ајнтрахт Франкфурт | Ајнтрахт Франкфурт |
| ----------- | ----------- | ------------- | -------------- | ------------ | ------------------ | ------------------ | ------------------ | ------------------ |
| Противник   | рез.        | прва утакмица | друга утакмица |              | Противник          | рез.               | прва утакмица      | друга утакмица     |
| Женес Еш    | 12 : 2      | 7 : 0 (Д)     | 5 : 2 (Г)      | Прво коло    | Јанг бојс          | 5 : 2              | 4 : 1 (Г)          | 1 : 1 (Д)          |
| Ница        | 6 : 3       | 2 : 3 (Г)     | 4 : 0 (Д)      | Четвртфинале | Винер Спорт Клуб   | 3 : 2              | 2 : 1 (Д)          | 1 : 1 (Г)          |
| Барселона   | 6 : 2       | 3 : 1 (Д)     | 3 : 1 (Г)      | Полуфинале   | Рејнџерс           | 12 : 4             | 6 : 1 (Д)          | 6 : 3 (Г)          |

## Финална утакмица
| Реал Мадрид                                                   | 7 : 3    | Ајнтрахт Франкфурт        |
| ------------------------------------------------------------- | -------- | ------------------------- |
| ди Стефано 27’, 30’, 73’ · Пушкаш 45+1’, 56’ (пен.), 60’, 71’ | Извештај | Крес 18’ · Стајн 72’, 75’ |

| Реал Мадрид | Ајнтрахт Франкфурт |

| GK          | 1  | Рохелио Домингез       |
| RB          | 2  | Маркитос               |
| LB          | 3  | Пачин                  |
| RH          | 4  | Хосе Марија Видал      |
| CB          | 5  | Хосе Сантамарија       |
| LH          | 6  | Хосе Марија Сарага (к) |
| OR          | 7  | Канарио                |
| IR          | 8  | Луис дел Сол           |
| CF          | 9  | Алфредо ди Стефано     |
| IL          | 10 | Ференц Пушкаш          |
| OL          | 11 | Пако Хенто             |
| Тренер:     |    |                        |
| Мигел Муњос |    |                        |

| GK          | 1  | Егон Лој               |
| RB          | 2  | Алфред Луц             |
| LB          | 3  | Херман Хофер           |
| RH          | 4  | Ханс Велбахер (к)      |
| CB          | 5  | Ханс-Валтер Ејгенбродт |
| LH          | 6  | Дитер Стинка           |
| OR          | 7  | Рихард Крес            |
| IR          | 8  | Дитер Линднер          |
| CF          | 9  | Ирвин Стајн            |
| IL          | 10 | Алфред Пфаф            |
| OL          | 11 | Ерих Мејер             |
| Тренер:     |    |                        |
| Паул Освалд |    |                        |